# 旺吉辇
旺吉辇是马来西亚玻璃市州的边境乡村，地处马泰边界。此地曾因跨境市集闻名，但2015年发现人口贩卖受害者乱葬岗后引发国际关注，现为马来西亚次要边境关卡。

## 地理概况
旺吉辇位于玻璃市州北部，是马来西亚半岛最北端的乡村之一。该村坐落于喀斯特地貌的纳卡万山脉（Nakawan Range）脚下，四周环绕莫戈特岩峰。从加基武吉前往需经州际公路R15翻越山坳。乡村南下10公里可至加基武吉镇，北行4公里即达马泰边境检查站，距主要关卡巴东勿刹20公里，距州首府加央33公里。跨境路网方面，R15公路连接泰国4184号公路，经406号公路可抵沙敦府首府。

## 旅游景点

### 跨境市集
旺吉辇曾以"免证件跨境购物"为特色，允许两国居民在1公里范围内自由通行，马来西亚公民凭身份证通行，泰国公民则免证件通行。2015年乱葬岗事件后，马来西亚政府在同年4月收紧边境管制，终止免证件通行政策。

### 玻璃市州立公园
作为玻璃市州立公园（Taman Negeri Perlis）的主要门户，该公园以石灰岩洞穴和热带雨林生态著称，吸引自然爱好者进行洞穴探险与生态观察。

## 边境通关
旺吉辇是玻璃市州两个马泰边境关卡之一，另一个为巴东勿刹。该关卡每日早上8时开放至晚上7时，马来西亚移民局检查站与泰国沙敦府宽东县旺巴拉占检查站相对而立，关卡旁设有小型免税商店。

## 旺吉辇乱葬岗事件
2015年5月，马来西亚警方在旺缅甸（Wang Burma）丛林发现大规模罗兴亚人乱葬岗，共清理出139处乱葬岗与29个非法拘留营，受害者多为来自缅甸与孟加拉的偷渡者。调查显示泰国陆军中将马纳斯·孔攀操控人口贩卖网络，其银行账户存有巨额不明资金。马纳斯2017年被判27年监禁，2021年于狱中病逝。
此案存在多项争议：有报道指马来西亚警方早已知晓营地存在却未采取行动，且在调查完成前就销毁营地证据，引发警方掩盖事实的质疑。马来西亚政府于2019年成立皇家调查委员会（RCI），2021年12月国会议员要求公开调查报告，该报告最终发布于内政部官网。报告指出边防巡逻存在重大疏失，移民劳工政策反复导致犯罪集团有机可乘。2023年6月，马来西亚当局依据《反人口贩卖法》起诉4名被引渡的泰国籍嫌犯。